# Jezioro Wielki Bytyń
Jezioro Wielki Bytyń (kod PLH320011) – specjalny obszar ochrony siedlisk sieci Natura 2000, zlokalizowany na terenie województwa zachodniopomorskiego. Obszar obejmuje powierzchnię 2017,05 ha. Teren wyznaczony został w celu długotrwałego zabezpieczenia naturalnych siedlisk życia oraz populacji zagrożonych wymarciem gatunków zwierząt (z wyłączeniem ptaków) takich jak: 
bóbr europejski Castor fiber, 
koza pospolita Cobitis taenia,
różanka Rhodeus sericeus amarus,
wydra Lutra lutra.

## Siedliska pod ochroną
- twardowodne oligo- i mezotroficzne zbiorniki wodne z podwodnymi łąkami ramienic Charetea
- starorzecza i naturalne eutroficzne zbiorniki wodne ze zbiorowiskami z Nympheion, Potamion
- torfowiska przejściowe i trzęsawiska (przeważnie z roślinnością z Scheuchzerio-Caricetea)
- kwaśne buczyny (Luzulo-Fagenion)
- żyzne buczyny (Dentario glandulosae-Fagenion, Galio odorati-Fagenion)
- grąd subatlantycki (Stellario-Carpinetum)
- bory i lasy bagienne (Vaccinio uliginosi-Betuletum pubescentis, Vaccinio uliginosi-Pinetum, Pino mugo-Sphagnetum, Sphagno girgensohnii-Piceetum) i brzozowo-sosnowe bagienne lasy borealne
- łęgi wierzbowe, topolowe, olszowe i jesionowe (Salicetum albo-fragilis, Populetum albae, Alnenion glutinoso-incanae) i olsy źródliskowe